# Église Notre-Dame-de-l'Olivier des Mées
L’église Notre-Dame-de-l'Olivier est une église située aux Mées, dans le département français des Alpes-de-Haute-Provence en région Provence-Alpes-Côte d'Azur.

## Architecture
L’église est de style roman.